# Fotoperiodizam
 Fotoperiodizam  je pojava da period dužine dana reguliše niz fizioloških procesa u toku ontogeneze. Ti procesi ne uključuju samo cvetanje, već i aktivnost kambijuma, starenje listova, dormanciju pupoljaka, otpornost na mraz itd. Dužina dana je od posebnog značaja za biljke jer je to jedini faktor spoljašnje sredine koji je predvidljiv. Fotoperiodske reakcije su veoma začajne za cvetanje biljaka jer im omogućava da cvetaju u optimalnim uslovima i donesu plod pre nego što nastupi period nepovoljnih uslova spoljašnje sredine.

## Tipovi fotoperiodskih reakcija biljaka
Kontrolni faktor u ovim reakcijama je dužina svetlog perioda koja dovodi do indukcije procesa, a dalje sam proces ide nezavisno od fotoperioda. Pod fotoperiodom se podrazumeva dužina svetlog perioda tokom ciklusa dana i noći. Koristi se kritična dužina dana koja predstavlja graničnu dužinu dana od koje zavisi odgovor biljke. U odnosu na to kako biljke reaguju na dužinu dana, razlikujemo:
- Biljke dugog dana
- Biljke kratkog dana
- Dnevno neutralne biljke

Biljke dugog dana su one biljke koje cvetaju samo ako trajanje dnevnog osvetljenja prelazi kritičnu dužinu, a koja obično iznosi 12-14h. Kritična dužina dana je u ovom slučaju donja vremenska granica koja omogućava cvetanje.
Biljke kratkog dana cvetaju ako dužina osvetljenja ne prelazi kritičnu dužinu dana. Odnosno, kritična dužina dana predstavlja gornju granicu koja omogućava cvetanje ovih biljaka. Kritična dužina dana biljaka krakog dana moze biti duža od dužine za biljke dugog dana. 
Dnevno neutralne biljke ne poseduju fotoperiodsku osetljivost i na njihovo cvetanje ne utiče dužina dana.
U okviru svake grupe postoje obligativne (kvalitativne) i fakultativne (kvantitativne) biljke. Obligativne cvetaju samo u odgovarajućim uslovima dužine dana (princio "sve ili nista" ). Ove biljke imaju jako izraženu kritičnu dužinu dana. Sa druge strane, fakultativne biljke nemaju toliko izraženu kritičnu dužinu dana i one se odlikuju time da određena dužina dana stimuliše cvetanje, ali nije neophodna za njega.

## Poreklo biljke i fotoperiodske reakcije
Postoji uska povezanost porekla biljaka i fotoperiodskih reakcija. Biljke koje su na većim geografskim širinama u uslovima umerene klime su biljke dugog dana. One moraju da cvetaju u leto, da bi pre perioda zime donele plod i seme. Na srednjim geografskim širinama zaspupljene su biljke dugog i kratkog dana. Tropske biljke su biljke kratkog dana ili dnevno neutralne, jer u tropima nema dugog dana. 
Bilje koje žive u područjima sa zimskom sušom su biljke kratkog dana i one moraju da donesu plod pre zime. A one koje rastu u područjima sa letnjom sušom su biljke dugog dana i one moraju da cvetaju u toku leta, da bi nepovoljne uslove leti preživele u obliku semena.